# Stictolobus arcuatus
Stictolobus arcuatus är en insektsart som beskrevs av Caldwell. Stictolobus arcuatus ingår i släktet Stictolobus och familjen hornstritar. Inga underarter finns listade i Catalogue of Life.